# Affaire Otto Warmbier
L'affaire Otto Warmbier concerne l'arrestation en Corée du Nord d'un étudiant américain, Otto Warmbier, accusé d'avoir essayé de voler, en décembre 2015, une affiche de propagande dans le hall de l’hôtel dans lequel il résidait. Inculpé d'« actes hostiles » contre la Corée du Nord, il est condamné à 15 ans de travaux forcés. Tombé dans le coma durant son incarcération, il est rapatrié en juin 2017 aux États-Unis où il meurt six jours après son arrivée.
Le 24 décembre 2018, une juge de Washington condamne la Corée du Nord pour torture, prise d'otage et meurtre extrajudiciaire d'Otto Warmbier, et demande plus de 501 millions de dollars de dommages et intérêts pour ses parents.

## Emprisonnement en Corée du Nord
Otto Frederick Warmbier, né le  12 décembre 1994 à Cincinnati, suit un cursus d'économie à l'université de Virginie. En décembre 2015, il part pour un voyage organisé par Young Pioneer Tours (en), une agence basée en Chine, pour fêter le nouvel an à Pyongyang. Le voyage était prévu pour durer cinq jours, et Otto Warmbier devait revenir aux États-Unis le 2 janvier 2016. Il aurait tenté de voler une affiche de propagande politique nord-coréenne dans l'hôtel international Yanggakdo. Arrêté, il est condamné à quinze ans de travaux forcés pour subversion le 16 mars 2016.
Il apparaît pendant une trentaine de minutes dans une vidéo tournée le 29 février 2016 à Pyongyang qui a été transmise à un journaliste de CNN. Il se dit bien traité par le gouvernement nord-coréen et avoue avoir été manipulé par une organisation universitaire secrète et la CIA afin d'accomplir l'acte hostile qui a conduit à son arrestation. On ne sait pas si Otto Warmbier a fait ces aveux sous la contrainte. Cependant, le directeur adjoint de Human Rights Watch, Phil Robertson, considère que l'audience avait été totalement arbitraire.
Entré dans un coma profond pendant sa détention, Otto Warmbier est libéré et renvoyé dans son pays en juin 2017. Les autorités nord-coréennes affirment que le coma est causé par la conjonction de botulisme et de la prise de somnifères. Pris en charge par l'université de Cincinnati dès le 13 juin, en vue d'évaluation et de traitement, on lui diagnostique de sévères dommages neurologiques. Son père pense qu'il a été terrorisé et brutalisé.
Le 19 juin 2017, six jours après son retour aux États-Unis, Otto Warmbier meurt à l'âge de 22 ans. Le corps ne présente pas de traces de tortures selon l'autopsie. 

## Conséquences
Après la mort de l'étudiant, le président américain Donald Trump dénonce le « régime brutal » de Pyongyang et l'accuse d'avoir « torturé au-delà de l'imaginable » Otto Warmbier.
Les États-Unis interdisent depuis lors à leurs ressortissants tout voyage en Corée du Nord.

## Jugement
Le 24 décembre 2018, en vertu d'une loi américaine permettant de poursuivre pour des crimes non couverts par l'immunité diplomatique, la juge Beryl Howell de Washington condamne la Corée du Nord pour torture, prise d'otage et meurtre extrajudiciaire d'Otto Warmbier, et demande plus de 501 millions de dollars de dommages et intérêts pour ses parents, Fred et Cindy Warmbier. Il est toutefois peu probable que cette condamnation soit suivie d'effets.

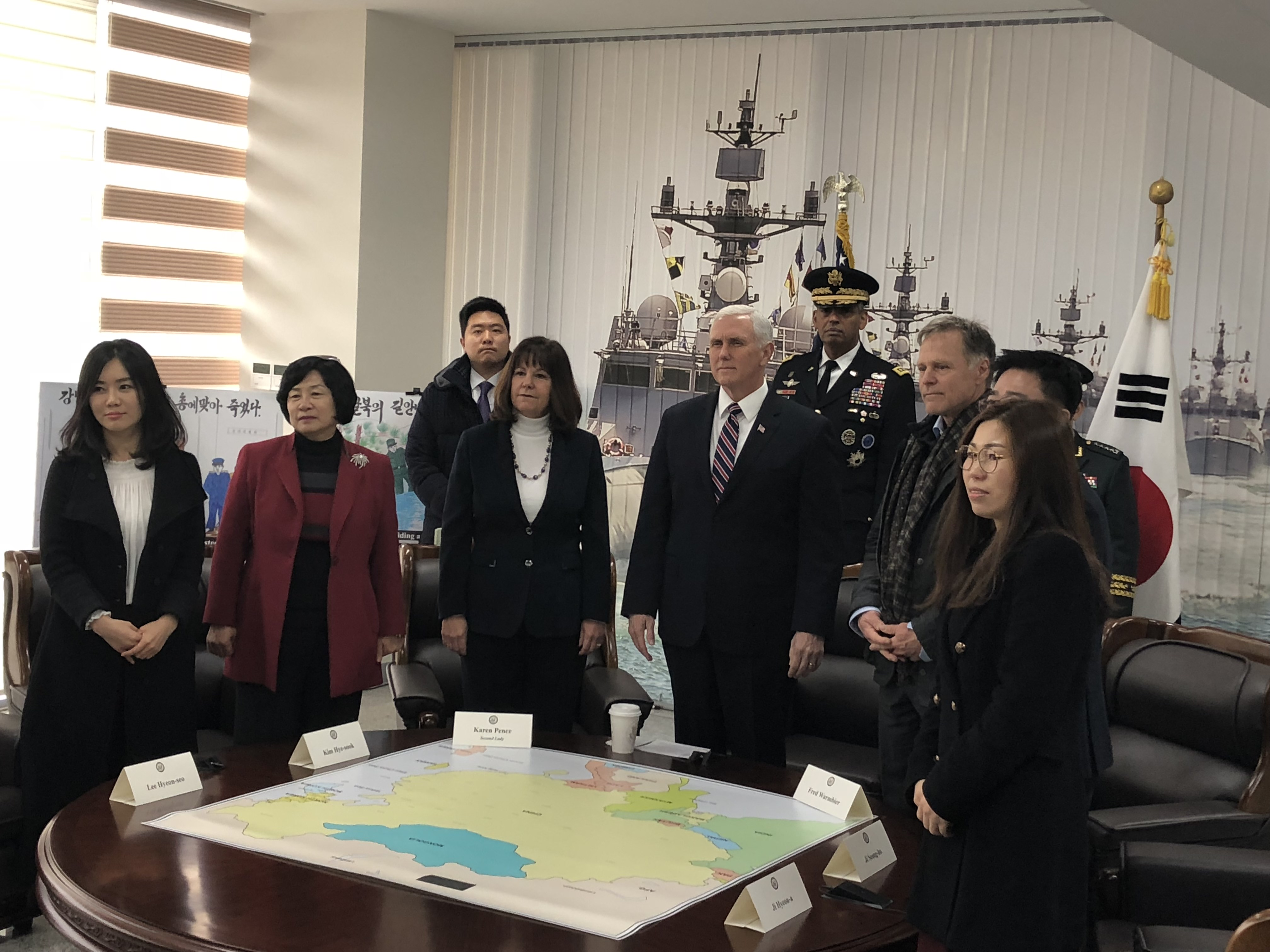
Mike Pence, son épouse, des réfugiés politiques nord-coréens et Fred Warmbier, père d'Otto Warmbier, au musée de l'Incident de Baengnyeong.